# Непентес палаванский
Непентес палаванский (лат. Nepenthes palawanensis) — хищное тропическое растение, вид рода Непентес монотипного семейства.

## Ареал
Эндемик филиппинского острова Палаван. Произрастает на склонах горы Султан-Пик на высоте 1100—1200 м над уровнем моря.
Обнаружено, что вид может создавать естесственные гибриды с непентесом филиппинским.

## Классификация
Вид был обнаружен в феврале 2010 года Jehson Cervancia и Stewart McPherson. В том же году классифицирован как Nepenthes palawanensis. Хотя вид назван в честь всего острова Палаван, произрастает он лишь на горе Султан.

## Описание вида
Непентес палаванский схож с непентесом Аттенборо, который растет на близлежащей горе Виктория. У непентеса палаванского больше крупные кувшинчики, способные вмещать 1,5-2 л, а высоту достигающие 35 см. (Хотя крупнейшие кувшинчики у вида Непентес Раджа, которые могут превышать 40 см). Кроме того, у N. palawanensis кувшинчики покрыты оранжевыми или красными волосками.

## Интересные факты
Nepenthes palawanensis занял 4-е место в списке Криса Пэкхема «Десять самых необычных и странных новых видов, обнаруженных за последнее десятилетие» в программе BBC «Десятилетие открытий», впервые показанной 14 декабря 2010 года.

## Охрана вида
Открытие N. attenboroughii группой, в которую входил Стюарт Макферсон, помогло получить местную поддержку для защиты  горы Виктория; после открытия N. palawanensis появилась надежда, что подобная поддержка может последовать и для Султан-Пик. Позже группа Макферсона открыла непентес Леонардо, произрастающий на небольшой горной территории. Тем не менее, на сегодняшний день ни одна из гор не получила статус охраняемой.